# 梨春園
梨春園是台灣彰化的北管樂團，也可指其曲館（學習和演唱北管子弟戲的場所，為歷史建築），該團體在2007年6月5日時被彰化縣政府公告為彰化縣傳統藝術團體，後來在2009年2月17日時進一步被行政院文化建設委員會指定為台灣「重要傳統藝術北管音樂保存團體」。 
該團體是在清嘉慶十六年（1811年）時由北管樂師楊應求所創辦。
1985年，台灣省立交響樂團出版許良榮編著的《台灣北管音樂》專書附2盤盒式錄音帶（盒帶），裡面的音樂由梨春園演唱和演奏，這是台灣政府單位第1次出版北管音樂專輯。
2002年，彰化縣文化局出版的《彰化四大館餘音》（1套4張激光唱碟）專輯裡面收錄了梨春園北管樂團唱奏的《三進宮》和《舊雷神洞、洗馬科》共2張，分別是新路亂彈戲、舊路亂彈戲、嗩吶鑼鼓曲牌。

## 軒園咬 [漢語]
過去彰化縣城裡，有東門集樂軒，西門月華閣、南門梨春園及北門繹如齋等四大曲館，而由於師承關係等因素分成了兩派，即集樂軒為主的軒派與梨春園的園派，而月華閣與繹如齋則被歸為軒派，兩派之間競爭激烈，稱為「軒園咬」。據說昔日大甲媽往北港朝天宮進香途經彰化時，會駐駕關帝廟，而在廟口便會出現「軒園咬」的情況，雙方除互相以曲藝一較長短外，也會利用戲劇名稱或台詞來揶揄、諷刺對手。